# Lista dos treinadores vencedores da Liga Nacional de Futsal

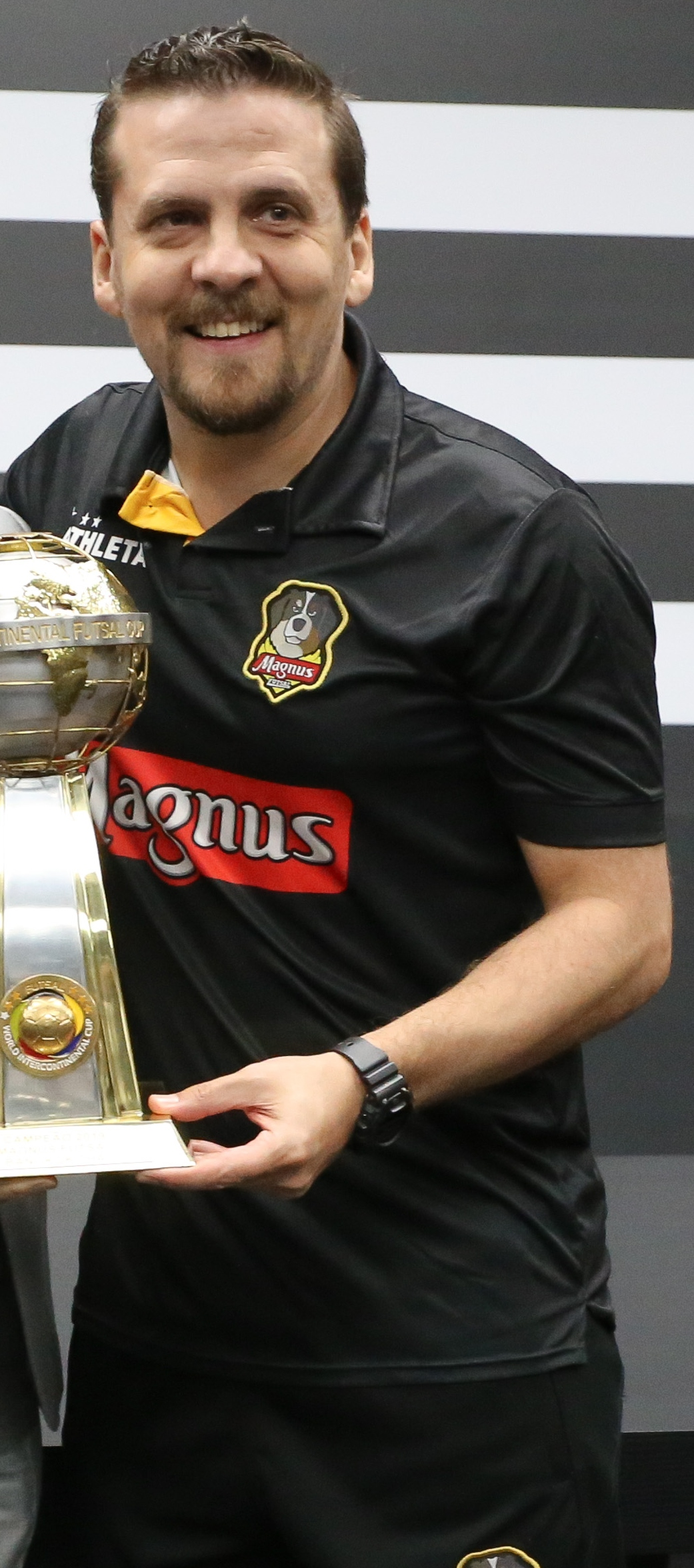
Ricardinho (foto), vencedor da edição de 2020 com a equipe do.

Esta é uma lista dos treinadores vencedores da Liga Nacional de Futsal (LNF), principal competição de futsal do Brasil, criada sob o nome inicial de Liga Futsal, em 1996, pela Confederação Brasileira de Futsal (CBFS), como forma de profissionalizar a modalidade no território brasileiro. Em 2014, os clubes participantes daquela edição reuniram-se e decidiram a criação de uma liga independente da CBFS, organizada pelos próprios times, a qual passou a se chamar Liga Nacional de Futsal. A competição é disputada anualmente desde 1996.
O primeiro treinador campeão da Liga Nacional de Futsal foi Paulo César de Oliveira, que comandou o Internacional na edição de 1996. Além desta conquista, Paulo César também foi campeão em 1998, 2002 e 2003, ambas com a equipe da Ulbra, o que faz dele o segundo treinador com mais conquistas da competição. Na primeira posição, encontra-se Fernando Ferretti, que tem cinco conquistas, sendo quatro delas com o Jaraguá - 2005, 2007, 2008 e 2010 - e uma com o Santos, em 2011.
Seis treinadores conquistaram a competição duas vezes: Miltinho, Jarico, Paulo Mussalém, Cidão, Vander Iacovino e Sérgio Lacerda. Destes, apenas Iacovino conquistou um título por cada equipe, visto que em 2014 estava no comando do Magnus e em 2017 do Joinville. Miltinho foi campeão pelo Atlético Mineiro; Jarico e Paulo Mussalém pela Carlos Barbosa; Cidão pela Intelli; e Lacerda pelo Pato Futsal. Quatro treinadores venceram a Liga Nacional de Futsal em uma única oportunidade: Ricardo Lucena, pelo Vasco da Gama; Marquinhos Xavier, pela ACBF; André Bié, pelo Corinthians e Ricardinho, pelo Magnus.
Ao todo, doze treinadores foram campeões da competição em 25 edições diferentes disputadas. O último vencedor foi Ricardinho, com a equipe do Magnus na edição de 2020.

## Lista

### Por edição
| Ano  | Treinador               | Clube            | Ref    |
| ---- | ----------------------- | ---------------- | ------ |
| 1996 | Paulo César de Oliveira | Internacional    | [ 3 ]  |
| 1997 | Miltinho                | Atlético Mineiro | [ 8 ]  |
| 1998 | Paulo César de Oliveira | Ulbra            | [ 4 ]  |
| 1999 | Miltinho                | Atlético Mineiro | [ 8 ]  |
| 2000 | Ricardo Lucena          | Vasco da Gama    | [ 13 ] |
| 2001 | Jarico                  | Carlos Barbosa   | [ 17 ] |
| 2002 | Paulo César de Oliveira | Ulbra            | [ 4 ]  |
| 2003 | Paulo César de Oliveira | Ulbra            | [ 4 ]  |
| 2004 | Paulo Mussalém          | Carlos Barbosa   | [ 10 ] |
| 2005 | Fernando Ferretti       | Jaraguá          | [ 5 ]  |
| 2006 | Jarico                  | Carlos Barbosa   | [ 9 ]  |
| 2007 | Fernando Ferretti       | Jaraguá          | [ 5 ]  |
| 2008 | Fernando Ferretti       | Jaraguá          | [ 5 ]  |
| 2009 | Paulo Mussalém          | Carlos Barbosa   | [ 10 ] |
| 2010 | Fernando Ferretti       | Jaraguá          | [ 5 ]  |
| 2011 | Fernando Ferretti       | Santos           | [ 18 ] |
| 2012 | Cidão                   | Intelli          | [ 19 ] |
| 2013 | Cidão                   | Intelli          | [ 11 ] |
| 2014 | Vander Iacovino         | Magnus           | [ 6 ]  |
| 2015 | Marquinhos Xavier       | Carlos Barbosa   | [ 14 ] |
| 2016 | André Bié               | Corinthians      | [ 15 ] |
| 2017 | Vander Iacovino         | Joinville        | [ 7 ]  |
| 2018 | Sérgio Lacerda          | Pato Futsal      | [ 20 ] |
| 2019 | Sérgio Lacerda          | Pato Futsal      | [ 12 ] |
| 2020 | Ricardinho              | Magnus           | [ 16 ] |

### Por treinador
| Treinador               | Títulos | Anos                         |
| ----------------------- | ------- | ---------------------------- |
| Fernando Ferretti       | 5       | 2005, 2007, 2008, 2010, 2011 |
| Paulo César de Oliveira | 4       | 1996, 1998, 2002, 2003       |
| Miltinho                | 2       | 1997, 1999                   |
| Jarico                  | 2       | 2001, 2006                   |
| Paulo Mussalém          | 2       | 2004, 2009                   |
| Cidão                   | 2       | 2012, 2013                   |
| Vander Iacovino         | 2       | 2014, 2017                   |
| Sérgio Lacerda          | 2       | 2018, 2019                   |
| Ricardo Lucena          | 1       | 2000                         |
| Marquinhos Xavier       | 1       | 2015                         |
| André Bié               | 1       | 2016                         |
| Ricardinho              | 1       | 2020                         |